# Ignas Dedura
Ignas Dedura (ur. 6 stycznia 1978 w Kownie) – litewski piłkarz, występujący na pozycji obrońcy, reprezentant swojego kraju.

## Kariera
Dedura karierę zaczynał w FBK Kowno strzelając 4 gole w 52 występach. Przeniósł się do Žalgirisa Kaunas, gdzie grał jeden sezon strzelając 5 bramek w 17 meczach i znacznie przyczynił się do zdobycia przez Žalgiris mistrzostwa. Powrócił do FBK Kowno, gdzie również wywalczył mistrzostwo Litwy. Rok później zagrał w Torpedo-ZIŁ Moskwa. Z tą drużyną zajął 14. miejsce w lidze. Następnym krokiem w jego karierze była Łotwa. Skonto Ryga wywalczyła 3 razy z rzędu mistrzostwo Łotwy i 1 raz puchar. Wrócił ponownie do Rosji i grał tam do 2009 w Spartaku Moskwa. W reprezentacji zagrał ponad 40 meczów.

## Sukcesy
A Lyga
- Mistrzostwo: (1999), (2000)

Virsliga
- Mistrzostwo: (2002), (2003), (2004)

Puchar Łotwy
- Zwycięzca: (2002)
- Finalista: (2003), (2004)

Priemjer-Liga
- Wicemistrz: (2007)